# استیون بورک
استیون بورک (انگلیسی: Steven Burke؛ زادهٔ ۴ مارس ۱۹۸۸) یک دوچرخه‌سوار اهل بریتانیا است.
وی در مسابقات بین‌المللی در مجموع برندهٔ ۶ مدال طلا، ۵ مدال نقره، ۲ مدال برنز شده‌است.